# Ausculta fili
Ausculta fili es una bula pontificia de Bonifacio VIII publicada el 5 de diciembre de 1301. El papa reprueba al rey francés Felipe IV por no haber tomado en cuenta otra bula, la Clericis laicos sobre los impuestos a los clérigos, y por no obedecer al obispo de Roma.

## Contexto histórico
Felipe IV, rey de Francia, se encontraba en un conflicto abierto con el papa Bonifacio VIII, debido a que, haciendo uso de su poder real, obligó a los eclesiásticos franceses a pagar un impuesto extraordinario para sustentar la guerra. Bonifacio VIII, cuyo temperamento era fuerte y muy poco diplomático, protestó promulgando la bula Clericis laicos, prohibiendo a toda autoridad temporal hacer uso de su poder, bajo pena de excomunión, para hacer tributar a los eclesiásticos, sin el permiso de la Sede Apostólica. Felipe, hace caso omiso de la bula y por su parte, se enfrenta con los clérigos de su territorio que acatan los dictámenes de la Clericis laicos como es el caso de Bernard Saisset, obispo de Pamiers, a quien el rey francés hace encarcelar por su oposición a pagar dichos impuestos.
En esta situación, Bonifacio VIII, para intentar suavizar el conflicto promulga la bula Ausculta fili el 5 de diciembre de 1301.

## Contenido
En la bula Ausculta fili, Bonifacio VIII  se dirige a Felipe el Hermoso, rey de Francia, con palabras como las de un padre a un hijo: Escucha hijo, los preceptos de un padre, en cuanto a la doctrina, de un maestro que sobre la tierra ocupa el puesto de Aquél que es el único Maestro y Señor. Luego retoma algunos aspectos importantes de la bula Clericis laicos, donde el pontífice recalca el principio de la unidad de la Iglesia, de la cual solo el papa es la cabeza visible, y todo cristiano, aunque si es rey, le debe su obediencia:

Ninguno te persuada, hijo queridísimo, que tu no tienes superiores y que no estás sometido a la cabeza suprema de la Iglesia. Dios ha constituido Nos, aunque si indigno, por encima de reyes y reinos.
Bonifacio VIII, Ausculta fili.

En la medida en que avanza el documento va cambiando de tono y se vuelve un poco más fuerte, llegando incluso a convocar un concilio, para tratar sobre la reforma de los reyes y reinos y sobre sus abusos.

## Consecuencias
En Francia, tales palabras fueron vistas como un atentado a la independencia del reino, por lo que, por disposición real, la bula fue quemada y en su lugar, se extrajeron algunos textos falseando su sentido bajo forma de una bula llamada Deum time o bien Scire te volumus. Así se suscitó una reacción de apoyo al rey y de rechazo al papa que aparecía como quien intentaba someter al rey, incluso en asuntos temporales.
El conflicto entre Felipe y Bonifacio se agudizaría, cuando el papa convoca un sínodo para juzgar a todo aquel que prohíba a cualquier cristiano de apelar al papa. Felipe por su parte, prohíbe a los obispos de su reino participar en dicho sínodo y alimenta la idea de convocar un concilio para juzgar al papa. Del sínodo convocado por el papa, surgirá un documento mucho más conflictivo: la Unam Sanctam.